# There Is a Hell, Believe Me I've Seen It. There Is a Heaven, Let's Keep It a Secret
There Is a Hell, Believe Me I've Seen It. There Is a Heaven, Let's Keep It a Secret är ett album av Bring Me the Horizon. Det gavs ut i oktober 2010. Albumet spelades in på Studio Fredman i Kumla, Sverige.

## Låtlista
1. "Crucify Me" - 6:19
2. "Anthem" - 4:49
3. "It Never Ends" - 4:34
4. "Fuck" - 4:55
5. "Don't Go" - 4:58
6. "Home Sweet Hole" - 4:37
7. "Alligator Blood" - 4:31
8. "Visions" - 4:08
9. "Blacklist" - 4:00
10. "Memorial" - 3:09
11. "Blessed With a Curse" - 5:08
12. "The Fox and the Wolf" - 1:42